# Virtus CiseranoBergamo 1909
Actualités
La Società Sportiva Dilettantistica Virtus CiseranoBergamo 1909 est un club de football d'Alzano Lombardo et de Cene en province de Bergame, en Lombardie.

## Historique
Le Football Club AlzanoCene 1909 est l'héritier du Alzano 1909 Virescit Football Club, sans en avoir relevé le palmarès.
Le club a été fondé en 2007, par les sociétés FC Alzano 1909 et Ardens Cene. En tant qu'Alzano Virescit, il participa à un championnat de Serie B, à six championnats de Serie C1, à un de Serie C2 et à deux de Serie D, avant de cesser toute activité pour faillite.

## Historique des noms
- 1909-1931 : Foot-Ball Club Alzano
- 1931-1936 : Unione Sportiva Alzano
- 1936-1937 : Dopolavoro P.Poli Sezione Calcio
- 1937-1945 : Dopolavoro Aziendale Cartiere Pigna
- 1945-1993 : Football Club Alzano
- 1993-2004 : Alzano 1909 Virescit Football Club
- 2004-2007 : Associazione Sportiva Dilettantistica Football Club Alzano 1909
- 2007-2015 : Associazione Sportiva Dilettantistica Football Club AlzanoCene 1909
- 2015-2019 : Associazione Sportiva Dilettantistica Virtus Bergamo 1909
- 2019- : Società Sportiva Dilettantistica Virtus CiseranoBergamo 1909